# 洪德施托克山
46°55′28″N 8°40′55″E / 46.924544°N 8.682061°E

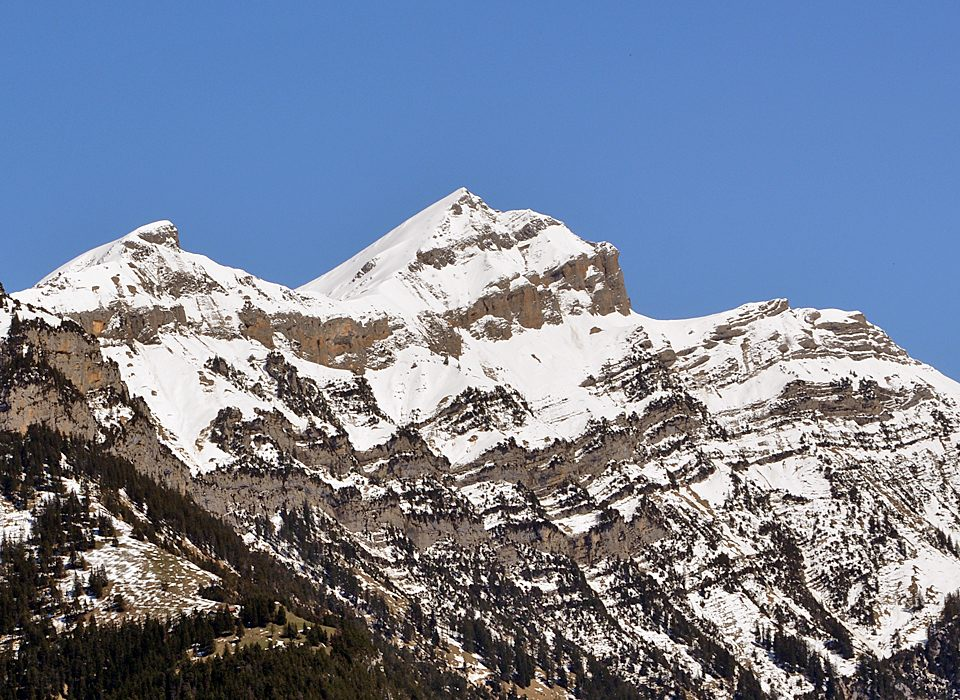

洪德施托克山（德語：Hundstock），是瑞士的山峰，位於該國中部，由烏里州負責管轄，距離伯爾尼90公里，該山峰海拔高度2,213米，每年平均降雨量2,385毫米。